# Selaginella terezoana
Selaginella terezoana är en mosslummerväxtart som beskrevs av Bautista. Selaginella terezoana ingår i släktet mosslumrar, och familjen mosslummerväxter. Inga underarter finns listade i Catalogue of Life.